# Shāh Godār
Shāh Godār (persiska: شاه گدار, کانی شریف, Kānī Sharīf) är en ort i Iran.   Den ligger i provinsen Kermanshah, i den västra delen av landet, 400 km väster om huvudstaden Teheran. Shāh Godār ligger 1 325 meter över havet och antalet invånare är 221.
Terrängen runt Shāh Godār är varierad.Runt Shāh Godār är det ganska tätbefolkat, med 185 invånare per kvadratkilometer. Närmaste större samhälle är Kūzarān-e Sanjābī, 18,2 km väster om Shāh Godār. Omgivningarna runt Shāh Godār är i huvudsak ett öppet busklandskap.